# Craig Goodwin
Craig Alexander Goodwin (ur. 16 grudnia 1991 w Adelaide) – australijski piłkarz grający na pozycji napastnika w klubie Adelaide United oraz reprezentacji Australii.

## Kariera klubowa
Jest wychowankiem Adelaide Raiders. W 2012 przeniósł się do Newcastle Jets. Po dwóch latach przeniósł się do Adelaide United. W sezonie 2015/16 wygrał A-League. Potem wyjechał do Holandii. Przez dwa lata występował w barwach Sparty Rotterdam. W 2018 powrócił do Adelaide United. W tym samym roku zdobył z drużyną Puchar Australii. Później reprezentował barwy Al-Wehda Mekka. Z klubu był dwukrotnie wypożyczany. W 2021 ponownie przeniósł się do Adelaide United, początkowo w formie wspomnianego wypożyczenia. W 2022 podpisał kontrakt z zespołem.
W dorosłej reprezentacji Australii zadebiutował 25 lipca 2013 w meczu z Japonią. Pierwszą bramkę zdobył w starciu z Wietnamem 27 stycznia 2022 r. Został powołany na Mistrzostwa Świata 2022. Na turnieju zdobył gola w meczu z Francją.